# Ристенко Олександр Васильович
Олекса́ндр Васи́льович Ристе́нко (30 жовтня 1880, Одеса, Херсонська губернія, Російська імперія — 30 вересня 1915) — російський літературознавець, фахівець зі слов'янської середньовічної літератури, професор Імператорського Новоросійського університету.

## Життєпис
Ристенко Олександр Васильович народився 30 жовтня 1880 року в українському місті Одеса, що на той час входило до складу Херсонської губернії Російської імперії у родині генерал-майора Російської імператорської армії. Випускник 3-ї одеської гімназії.
Навчався на слов'яно-руському відділенні історико-філологічного факультету Імператорського Новоросійського університету (нині — Одеський національний університет імені І. І. Мечникова), який закінчив у 1902 році. Як вчений-філолог, Ристенко сформувався під впливом професора Василя Істріна. Після завершення навчання Олександр Васильович залишилився працювати на кафедрі російської мови і словесності для підготовки до професорського звання. Склавши магістерські іспити наприкінці 1907 року, Олександр Ристенко одержав закордонне відрядження на два роки (рукописні зібрання бібліотек Австро-Угорщини, Османської імперії, Ватикану, Грецького королівства, Німецької імперії та Франції).
Після повернення, 1910 року Ристенко захистив у Імператорському Санкт-Петербурзькому університеті магістерську дисертацію на тему «Легенда про Св. Георгія та дракона у візантійській та слов'яноруській літературах». Працю було видано окремим виданням в Одесі у 1909 році. Як педагог Олександр Васильович проявив себе під час викладання на Одеських вищих жіночих курсах та в артилерійському училищі. З 1909 року почав працювати приват-доцентом, а у 1911 році став виконуючим обов'язки екстраординарного професора по кафедрі російської мови і словесності в Імператорському Новоросійському університеті. Почав готувати докторську дисертацію. Написав монографію, присвячену вивченню рукописів життя Нифонта Новгородського, але видати її не вдалося через передчасну смерть 30 вересня 1915 року.
Був похований на Першому Християнському цвинтарі Одеси. 1937 року комуністичною владою цвинтар було зруйновано. На його місці був відкритий «Парк Ілліча» з розважальними атракціонами, а частина була передана місцевому зоопарку. Нині достеменно відомо лише про деякі перепоховання зі Старого цвинтаря, а дані про перепоховання Ристенка відсутні.

## Наукова діяльність
Олександр Васильович Ристенко зробив значний внесок у дослідження середньовічних писемних пам'яток у цілому, що дало йому підстави, як дослідникові старожитностей співпрацювати з Імператорським Одеським товариством історії і старожитностей. У 1903 році став членом-співробітником, 1905 — бібліотекарем, а у 1907 році — дійсним членом товариства. Щоправда, співпраця виявилася не тривалою і у лютому 1914 року, через непорозуміння, він вийшов зі складу спілки. У 1904 році Ристенко висловив бажання здійснити опис рукописів музею, оскільки оприлюдненню відомостей про рукописне зібрання товариство історії і старожитностей не приділяло належної уваги.
У 1906 році представив загальний опис рукописів, де він зосередився лише на джерелах, написаних церковнослов'янською, південнослов'янськими і східнослов'янськими мовами. У 1908 році розпочав реорганізацію бібліотеки — завдяки йому рукописи було виділено в окреме зібрання. У 1910 році з'явився друком випуск видання опису рукописів товариства. Цей опис, що торкався більшої частини рукописних скарбів товариства, є одним з найцінніших доробків в царині камеральної археографії за всю історію наукової установи.

## Наукові праці
- К истории повести «Стефанит и Ихнилат» в византийской и славянской літературах. — Одеса, 1902
- Материалы для литературной истории Толковой Палеи. Вып.1. — СПб., 1908
- Легенда о Св. Георгии и драконе в византийской и славяно-русской литературе. — Одесса, 1909
- Рукописи, принадлежащие библиотеке императорского Одесского общества истории и древностей. Выпуск.1. Рукописи церковнославянские и русские, документы и письма. — Одесса, 1910